# 利特維尼夫卡 (比洛沃德西克區)
49°18′40″N 39°26′29″E / 49.31111°N 39.44139°E
利特維尼夫卡（烏克蘭語：Литвинівка）是位於烏克蘭東部的村莊，由盧甘斯克州舊比利斯克區的比洛沃茨克市鎮負責管轄。該村始建於十七世紀，面積5.99平方公里，海拔高度76米，2001年人口1,168，人口密度每平方公里195人。